# Liste der Monuments historiques in Amblainville
Die Liste der Monuments historiques in Amblainville führt die Monuments historiques in der französischen Gemeinde Amblainville auf.

## Liste der Bauwerke
| Bezeichnung                                                   | Beschreibung                  | Standort | Kennzeichnung | Schutzstatus | Datum | Bild           |
| ------------------------------------------------------------- | ----------------------------- | -------- | ------------- | ------------ | ----- | -------------- |
| Domaine de Sandricourt, auch auf dem Gebiet der Gemeinde Méru | Erbaut um 1900                | (Lage)   | PA00114990    | Inscrit      | 1991  | weitere Bilder |
| Kirche St-Martin                                              | Erbaut ab dem 10. Jahrhundert | (Lage)   | PA00114477    | Classé       | 1982  | weitere Bilder |
| Ehemaliges Priorat La Trinité du Fay                          | Erbaut im 13. Jahrhundert     | (Lage)   | PA00114478    | Inscrit      | 1988  | weitere Bilder |

## Liste der Objekte

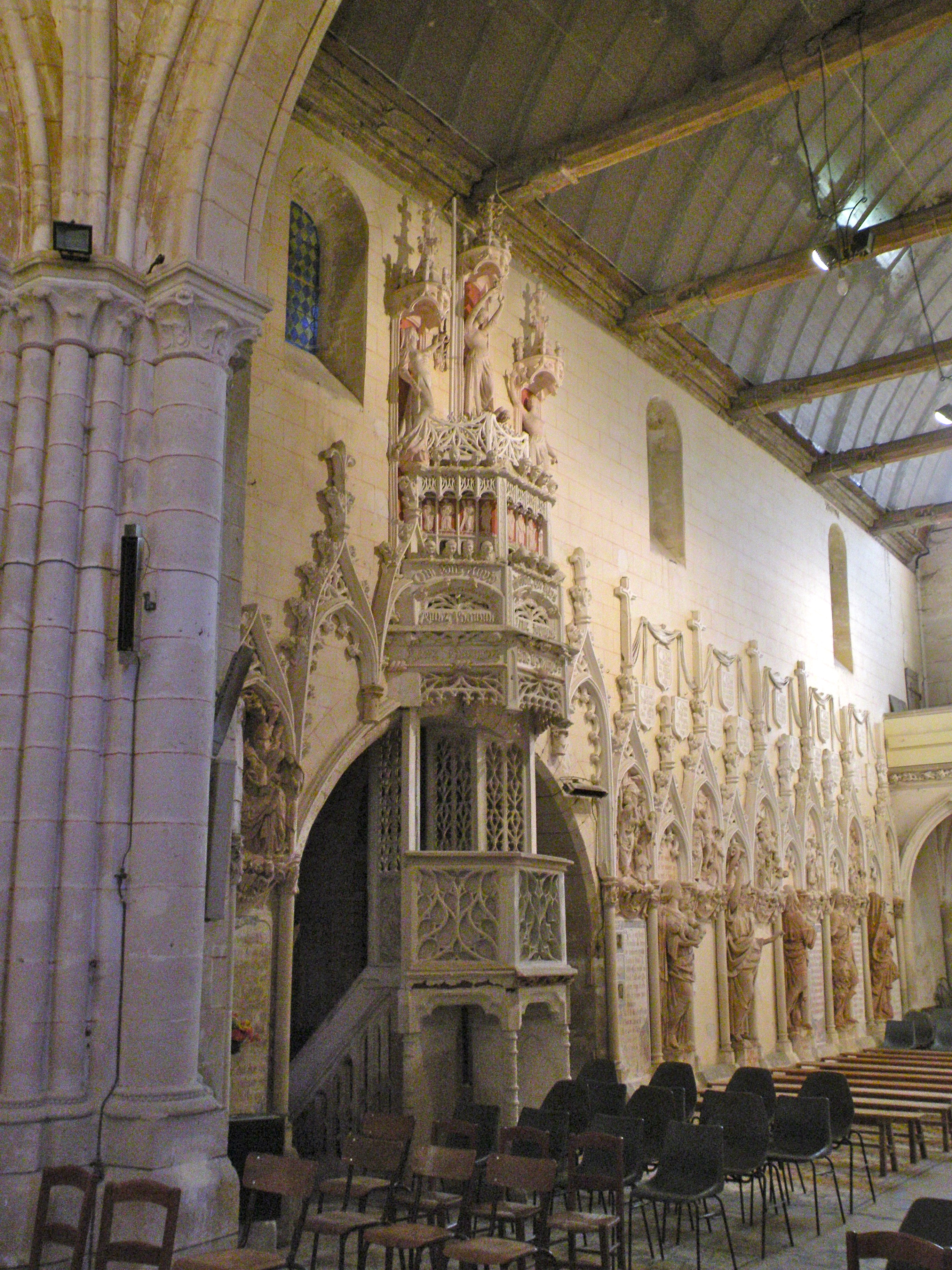
Kanzel in der Kirche St-Martin

- Monuments historiques (Objekte) in Amblainville in der Base Palissy des französischen Kultusministeriums